# Toy Story 3: Il videogioco
Toy Story 3: Il videogioco è un videogioco vagamente ispirato al film d'animazione Pixar Toy Story 3. Il videogioco è stato pubblicato dalla Disney Interactive Studios e sviluppato dalla Avalanche Software (PS3, Wii, Xbox 360, PC), Asobo Studio (PS2, PSP) e n-Space (DS). Il videogioco è stato pubblicato in America del nord il 15 giugno 2010 per Nintendo DS, Wii, PlayStation Portable, PlayStation 3, Microsoft Windows e Xbox 360. Una confezione speciale per Playstation 2 è stata pubblicata il 31 ottobre 2010, in seguito alla pubblicazione ufficiale avvenuta il 2 novembre 2010. Si tratta del primo videogioco basato su un film della Pixar Animation Studios ad essere interamente pubblicato dalla Disney Interactive Studios, sin dai tempi di A Bug's Life. I precedenti videogiochi della Disney/Pixar erano stati realizzati in collaborazione prima con la Activision, ed in seguito con la THQ. Toy Story 3: The Video Game è il sequel di Toy Story 2: Woody e Buzz alla riscossa! che era basato sul secondo film del franchise. La maggior parte dei doppiatori dell'edizione originale del film hanno prestato la propria voce anche per i personaggi del videogioco, ad eccezione di Tom Hanks (Woody) e Tim Allen (Buzz).
Nella versione per PlayStation 3 il videogioco include alcuni contenuti esclusivi come la possibilità di giocare nei panni dell'avversario Zurg.

## Colonna sonora
Nella modalità "scatola dei giocattoli" nella casa stregata si può ascoltare una melodia presente all'interno della "haunted mansion" dei parchi Disney.

## Accoglienza
Toy Story 3: Il videogioco ottenne riscontri positivi di critica e pubblico sul doppiaggio, la longevità di gioco e le missioni che, seppur fin troppo semplici per un giocatore adulto, furono ben accolte per la grafica e l'art design.